# Maltesische Badmintonmeisterschaft 2015
Die Maltesische Badmintonmeisterschaft 2015 fand am 15. April und am 6. Mai 2015 in Cottonera und Kirkop statt.

## Sieger und Platzierte
| Disziplin    | Gold                                     | Silber                        | Bronze                              |
| ------------ | ---------------------------------------- | ----------------------------- | ----------------------------------- |
| Herreneinzel | Stefan Salomone                          | Owen Grech                    | Matthew Abela                       |
| Herreneinzel | Stefan Salomone                          | Owen Grech                    | Kenneth Vella                       |
| Dameneinzel  | Fiorella Marie Sadowski                  | Yanika Polidano               | Michaela Ellul                      |
| Dameneinzel  | Fiorella Marie Sadowski                  | Yanika Polidano               | Tiziana Mifsud                      |
| Herrendoppel | Samuel Calì Stefan Salomone              | Edmond Abela Kenneth Vella    | Ivan Salomone Robert Salomone       |
| Herrendoppel | Samuel Calì Stefan Salomone              | Edmond Abela Kenneth Vella    | Andre Grech Avner Vella             |
| Damendoppel  | Yanika Polidano Fiorella Marie Sadowski  | Jo'anne Cassar Michaela Ellul | Sarah Fava Cheryl Gilford           |
| Damendoppel  | Yanika Polidano Fiorella Marie Sadowski  | Jo'anne Cassar Michaela Ellul | Tiziana Mifsud Klara Therese O'berg |
| Mixed        | Stephen Ferrante Fiorella Marie Sadowski | Kenneth Vella Sarah Fava      | Samuel Calì Tiziana Mifsud          |
| Mixed        | Stephen Ferrante Fiorella Marie Sadowski | Kenneth Vella Sarah Fava      | Robert Salomone Catherine Dimech    |